# 工作室
工作室，字面意思是用於工作的房間，現今大多指平面設計師、遊戲設計、小說家、藝術家、攝影師等進行創意生產和工作的空間，不單只是辦公室。這些人用自己在求學期間及平時學到的專業知識技能，透過工作室的平台與社會合作，在社會上容易生存，對一班創意專業技術工作者來說，是主要收入命脈。以下的工作室均是這一範疇：
- 影視等傳播媒體內容的製作場所，例如攝影棚或錄音室。
- 電腦軟件或網絡平台的名稱，例如：Macintosh Programmer's Workshop
- 視覺藝術工作室，例如：觀塘藝術工作室
- 軟件生產商，例如：Xbox游戏工作室
- 多媒體工作室，例如：動畫工作室：
  - 工畫堂工作室
  - 日本動畫工作室列表
  - 四叶草工作室
  - 皮克斯動畫工作室
  - 全效工作室
  - 吉卜力工作室
  - 西木工作室
  - 亞婆井工作室
  - 卓音工作室
  - 拉拉資推工作室
  - 雲雀工作室
  - 黑名單工作室
  - 黑島工作室
  - 萤火虫工作室
  - 藍天工作室
- 漫畫家與其助手群的工作場所

## 來源
- 英辞郎v86和英
- Vicon Chinese (S)-English Dictionary